# Signal triangulaire
Pour les articles homonymes, voir Triangle (homonymie).

Formes d'onde sinusoïdale, carrée, triangulaire et en dents de scie.

Un signal triangulaire ou signal triangle est une sorte d'onde non sinusoïdale que l'on rencontre le plus souvent en électronique ou dans le cas du traitement du signal. Il est périodique, linéaire par morceaux et continu. Tout comme le signal carré, il ne contient que des harmoniques impairs.

## Décomposition en série de Fourier

Animation de la synthèse sonore additive du signal triangle avec un nombre croissant d'harmoniques. Voir série de Fourier pour une description mathématique.

Il est possible de décomposer le signal triangle sous la forme d'une série de Fourier infinie :
{\displaystyle {\begin{aligned}x_{\mathrm {triangle} }(t)&{}={\frac {8}{\pi ^{2}}}\sum _{k=0}^{\infty }(-1)^{k}\,{\frac {\sin \left((2k+1)\omega t\right)}{(2k+1)^{2}}}\\&{}={\frac {8}{\pi ^{2}}}\left(\sin(\omega t)-{\frac {1}{9}}\sin(3\omega t)+{1 \over 25}\sin(5\omega t)-\cdots \right)\end{aligned}}}
où {\textstyle \omega } est la pulsation du signal d'origine.
Le signal triangle étant continu, la synthèse sonore additive de ses premiers harmoniques obtenus par décomposition en série de Fourier en constitue une bonne approximation.

## Autres définitions
- On peut aussi définir le signal triangle d'amplitude 1, de valeur moyenne 0 et de période 2a par :

{\displaystyle x(t)={\frac {2}{a}}\left(t-a\left\lfloor {\frac {t}{a}}+{\frac {1}{2}}\right\rfloor \right)(-1)^{\left\lfloor {\frac {t}{a}}+{\frac {1}{2}}\right\rfloor }}
où la notation {\textstyle \lfloor n\rfloor } désigne l'image de n par la fonction partie entière.
- Le signal triangle peut aussi être vu comme la valeur absolue du signal en dents de scie et de période {\displaystyle a} par :

{\displaystyle x(t)=2\left|{t \over a}-\left\lfloor {t \over a}+{1 \over 2}\right\rfloor \right|}
- On peut aussi exprimer le signal triangle comme l'intégrale du signal carré :

{\displaystyle \int \operatorname {sgn}(\sin(x))\,\mathrm {d} x\,}
où sgn est la fonction signe.